# Лекарбо, Марк
Марк Лекарбо́ (фр. Marc Lescarbot, ок. 1570, Вервен — † 1641, Прель-э-Бов) — французский эрудит, адвокат, путешественник, писатель, поэт и историк XVII века родом из Пикардии.

## Творчество
- Сборник стихов «Музы Новой Франции» (1606) — первые стихи, написанные в Канаде и вообще в Северной Америке. Как поэт Лекарбо находился под влиянием Ронсара.
- «История Новой Франции» (1609) — рассказ о путешествиях, предпринятых французами в Канаду, Луизиану и Бразилию, и о колонизации Акадии, в которой сам принимал участие.